# Novi Brodî, Mena
Novi Brodî (în ucraineană Нові Броди) este o comună în raionul Mena, regiunea Cernihiv, Ucraina, formată numai din satul de reședință.

## Demografie
Componența lingvistică a comunei Novi Brodî
     Ucraineană (94,53%)
     Rusă (5,22%)
     Alte limbi (0,25%)
Conform recensământului din 2001, majoritatea populației comunei Novi Brodî era vorbitoare de ucraineană (94,53%), existând în minoritate și vorbitori de rusă (5,22%).